# Lothringisches Train-Bataillon Nr. 16
Le Lothringische Train-Bataillon Nr. 16 était une unité de l'armée impériale allemande.

## Historique de l'unité
Le Lothringische Train-Bataillon Nr. 16, ou  16e bataillon du train, Lorrain', était rattaché au XVIe Corps d'Armée. Cette unité était en garnison à Sarrelouis.

## Sources
- (de) Cet article est partiellement ou en totalité issu de l’article de Wikipédia en allemand intitulé « Neupreußische Trainbataillone#Lothringisches Train-Bataillon Nr. 16 » (voir la liste des auteurs).